# Черкаський Іринарх Ювеналович
Черкаський Іринарх Ювеналович (9 грудня 1869, с. Теліжинці, Таращанський повіт, Київська губернія, Російська імперія — після вересня 1941) — історик державних установ Гетьманщини, а також українського звичаєвого права. Голова редколегії першого «Російсько-українського словника правничої мови» (1926).
Жертва сталінського терору.

## Біографія
Черкаський Іринарх Ювеналович народився 9 грудня 1869 року в родині псаломника села Теліжинці Таращанського повіту Київської губернії. 1886 закінчив Уманське духовне училище, а у 1892 — Київську духовну семінарію за ІІ розрядом успішності.
1897 закінчив юридичний факультет Київського університету. Працював на різних судових посадах у Києві, Умані, Луцьку, Гродно та інших містах.
З квітня 1912 — старший діловод канцелярії Державного контролю в Петрограді.
З 1917 — старший ревізор державного контролю у Києві.
З лютого 1919 — постійний співробітник Правничо-термінологічної комісії ВУАН.
З березня 1919 — лютий 1921 — секретар Правничо-термінологічної комісії ВУАН, а з листопада 1923 по лютий 1930 — голова цієї комісії.
З березня 1919 — позаштатний співробітник Комісії для виучування звичаєвого права України ВУАН.
З червня 1921 — позаштатний співробітник Комісії для виучування історії західноруського і українського права ВУАН.
1921—1922 — штатний науковий співробітник Соціально-економічного відділу ВУАН з окремим дорученням (вивчав кримінальне право Гетьманщини).
1923—1926 — заступник директора Інституту української наукової мови.
1930—1933 — штатний асистент Комісії для виучування звичаєвого права.
1934 — заарештований групою НКВД СССР.
У липні 1941 — заарештований вдруге за звинуваченням у зв'язках з націоналістичними колами і в «пронімецьких настроях».
25 вересня 1941 — направлений етапом до Новосибірська, проте туди надійшла тільки слідча справа; загинув у концтаборах ГУЛАГ СССР.

## Наукова діяльність
Наукою почав займатися ще в студентські роки. Вченою радою університету він був нагороджений золотою медаллю за працю про сімейне і спадкове право у Литовських статутах.
Невдовзі після закінчення університету надрукував у львівському виданні «Часопись правнича» статтю «Спадщина в українському праві звичайному» (1899). Ряд його публікацій з'явився у виданні «Журнал министерства юстиции»: «Про повторення злочинних діянь» (1910), «Шлюбний обман», «Суперечки між судовим слідчим і прокурорським наглядом» (обидві — 1911), «Побої» (1914).
Кілька праць присвятив питанням судоустрою та судочинства Гетьманщини: «Поволання над трупом забитого» (1925), «Сліди домініального (панського) суду на Лівобережній Україні наприкінці XVII—XVIII вв.» (1926), «Судові реформи гетьмана К. Г. Розумовського» (1927), «Чи впливав Г. Теплов на гетьмана Розумовського в його управлінні Україною?» (1928).
Особливу увагу приділив дослідженню копних судів, зокрема підготував монографію «Громадський (копний) суд на Україні-Русі XVI—XVIII вв.» (1928, опублікував у двох випусках «Праць Комісії для виучування історії західноруського та українського права»).
Найвідомішим здобутком ученого став підготовлений під його керівництвом «Російсько-український словник правничої мови» (понад 67 000 слів, 1926). Очолював (1925) підготовку енциклопедичного словника української юридичної старовини, проте робота над ним була припинена, а зібраний матеріал втрачений.